# ورزشگاه چیس فیلد

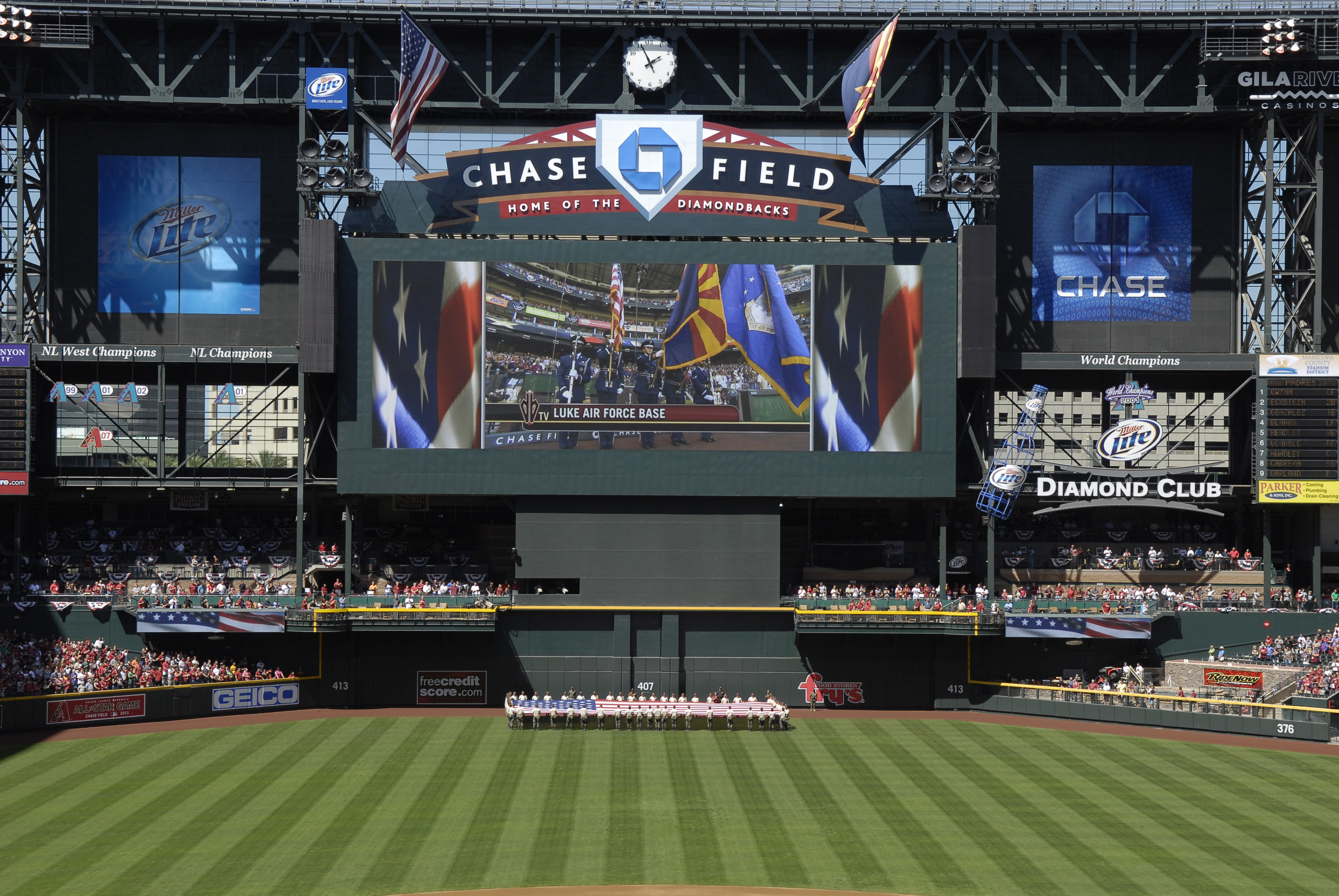

ورزشگاه چیس فیلد (به انگلیسی: Chase Field) با ظرفیت ۴۹٬۰۳۳ نفر در شهر فینیکس ایالت آریزونا واقع شده‌است. این ورزشگاه در تاریخ ۱۹۹۸ تأسیس شد و دارای زمین چمن می‌باشد.